# Schloss Vígľaš
Das Schloss Vígľaš (slowakisch Vígľašský zámok) ist ein Schloss im mittelslowakischen Ort Vígľaš im Okres Detva. Es befindet sich östlich des Ortes auf einer Anhöhe über dem Fluss Slatina.

## Geschichte

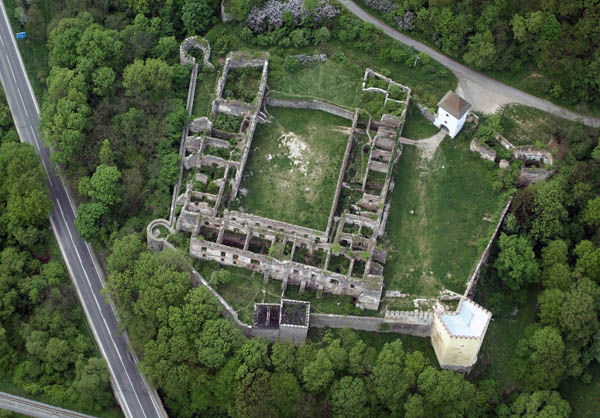
Luftbild der Schlossruine

Im frühen Mittelalter soll es hier eine slawische Burgstätte gegeben haben, später entstand ein Klosterbau, der wahrscheinlich dem Templerorden gehört hatte. Zum ersten Mal wurde das Anwesen aber erst 1390 während der Herrschaft von Sigismund von Luxemburg in der Namensform in castro Wegles erwähnt, als hier ein gotisches Jagdschloss gebaut wurde. 1424 erhielt Barbara von Cilli, zweite Frau von Sigismund, das Schloss als Mitgift, als Besitz ungarischer Königinnen gehörte es später Sigismunds Tochter Elisabeth und wurde in die innerpolitischen Machtkämpfe verwickelt. Während der Herrschaft von Matthias Corvinus fanden hier häufig Feste und Jagden statt.
Im 16. Jahrhundert erhielt das Jagdschloss eine zusätzliche Funktion als Befestigung gegen das herannahende Osmanische Reich und wurde mit vier Ecktürmen und einer ständigen Garnison versehen. 1577 scheiterte knapp ein Versuch von Osmanen, die Festung für sich einzunehmen, danach wurden zwei Schießbastionen errichtet und die westliche Vorburg erweitert. Die Osmanen überfielen in der Folgezeit zwar Dörfer in der Gegend, die Festung blieb aber außer des osmanischen Herrschaftsbereichs. Erfolgreicher waren die in Standesaufständen verwickelten Truppen, die sie jeweils während den Aufständen von Bocskai, Bethlen, Thököly und Rákóczi eroberten.
1636 wurde das Schloss Besitz der ungarischen Magnatenfamilie Csáky und ab 1690 Esterházy. Als Gutsherren ließen sie gegen Mitte des 18. Jahrhunderts einen großen barocken Umbau durchführen, der die Festung wieder zum repräsentativen Schloss umwandelte. 1870 erwarb der Großgrundbesitzer Nikolaus Kiss de Nemeskér das Schloss mit ihrem Herrschaftsgebiet und leitete im Jahr 1881 einen weiteren Umbau im romantisierenden Stil ein. Ab 1905 besaß der Erzherzog Friedrich von Österreich-Teschen, kurz nach der Gründung der Tschechoslowakei im Spätjahr 1918 enteignete der tschechoslowakische Staat das Anwesen und machte es zum Sitz eines Staatsforstbetriebs. Im Februar 1945, kurz vor dem Ende des Zweiten Weltkriegs in Europa, nahmen Wehrmachttruppen eine defensive Stellung im Schloss auf. Während der Kämpfe gegen die Sowjettruppen brannte es nieder und wurde danach nicht aufgebaut und diente vor allem als Baumaterialquelle; eine Konservierung blieb aus.
Die Schlossruine wurde 2007 an einen Privatinvestor verkauft, der unter der Aufsicht des slowakischen Denkmalamts ein Renovierungsprojekt erarbeiten ließ. 2009 begann schließlich der Wiederaufbau des Schlosses, der 2013 abgeschlossen wurde. Seit September 2014 ist das renovierte Schloss als Kongress- und Luxushotel The Grand Vígľaš in Betrieb.